# Contratos de direitos de transmissão esportiva nos Estados Unidos
Nos Estados Unidos, esportes são transmitidos de diversas maneiras, em diversos canais de TV e pela internet. É estimado que o mercado americano de direitos de transmissão esportiva vale em torno de 22 bilhões de dólares. A mídia americana sempre teve alto interesse em eventos esportivos, especialmente porque transmissões esportivas são responsáveis pelas maiores audiências do ano no país.
Dentre os principais contratos, está o da NBC com o COI para a exibição dos Jogos Olímpicos até 2032. O contrato vale aproximadamente 7,75 bilhões de dólares e é a maior fonte de renda para o Comitê Olímpico Internacional.

## Futebol Americano

### National Football League (NFL)
Desde os anos 60, toda a temporada regular e os playoffs da liga são exibidos por canais de TV disponíveis em território nacional. Até 2013, NBC, FOX, CBS e ESPN pagavam um total de 20 bilhões de dólares em direitos de transmissão. De 2014 a 2022, os mesmos canais irão pagar em torno de 40 bilhões de dólares para os mesmos direitos de TV. A NFL Network, canal criado e mantido pela própria NFL também transmite algumas partidas da temporada para todo o território americano.
Na temporada de 2020, dois jogos extra do Wild Card foram adicionados ao calendário. A CBS e a NBC compraram os direitos de transmissão das partidas, pagando aproximadamente 70 milhões de dólares cada.

#### Televisão
| Pacote                  | Canal de TV | Cobertura | Duração do contrato atual |
| ----------------------- | ----------- | --- | ------------------------- |
| AFC                     | CBS         | - Jogos da tarde de Domingo - 1 jogo do Dia de Ação de Graças - 2 jogos de Wild Card - 1 jogo do Playoff da Divisão (2 em anos pares) - AFC Championship Game - Parte na rotação do Super Bowl. | 2014–2022                 |
| NFC                     | FOX         | - Jogos da tarde de Domingo - 1 jogo do Dia de Ação de Graças - 1 jogo de Wild Card - 1 jogo do Playoff de Divisão (2 em anos pares) - NFC Championship Game - Parte na rotação do Super Bowl. | 2014–2022                 |
| Sunday Night Football   | NBC         | - Jogos no primetime de Domingo durante a temporada regular - Primeiro jogo do ano - 1 jogo do Dia de Ação de Graças no primetime - 2 jogos de Wild Card - 1 jogo de Playoff de Divisão - Parte na rotação do Super Bowl.                                                                                            | 2014–2022                 |
| Monday Night Football   | ESPN        | - Jogos no primetime de Segunda, com direito a 1 rodada dupla e jogos selecionados com transmissão especial da ABC - 1 jogo de Wild Card com transmissão da ABC - Pro Bowl com transmissão especial na ABC - Opção para exibir "megacasts" na temporada regular na ESPN2, ESPN+ e outros canais de comando da Disney | 2014–2021                 |
| Thursday Night Football | NFL Network | - 18 jogos no primetime de Quinta (com exceção do primeiro jogo da temporada e do jogo do Dia de Ação de Graças, ambos parte do pacote "SNF"), incluindo 1 jogo internacional (NFL em Londres) e jogos exclusivos no Sábado - 7 jogos com exclusividade da NFL Network                                               | 2018–2022                 |
| Thursday Night Football | FOX         | - Produção de todas as partidas - Transmissão simultânea de 11 jogos com a NFL Network | 2018–2022                 |

#### Internet e Jogos PPV
Nos EUA, jogos "fora-de-mercado" ou "jogos PPV" significam jogos que, na região do telespectador, não estão disponíveis por seus canais regionais. Por exemplo, um torcedor do Dallas Cowboys que mora em Los Angeles, Califórnia, raramente irá assistir jogos do seu time na TV aberta, pois a CBS e a FOX de sua região exibirão (nas tardes de Domingo) jogos dos Los Angeles Chargers e Los Angeles Rams. No primetime isso não acontece, já que os jogos são transmitidos sem restrição nenhuma de mercado regional. Algo similar ocorre no Brasil com os jogos de futebol das tardes de Domingo.
| Empresa                                  | Cobertura | Duração do contrato atual         |
| ---------------------------------------- | --- | --------------------------------- |
| Canais de TV com direitos de transmissão | Transmissão de seus canais (regionalmente) via serviços de streaming. A CBS requer uma assinatura do Paramount+. | Durante os respectivos contratos. |
| DirecTV                                  | NFL Sunday Ticket: Serviço pay-per-view exclusivo da DirecTV que dá direito a qualquer assinante a assistir a todas as partidas da temporada regular. A assinatura também inclui os canais "RedZone Channel" (canal disponível todo Domingo de temporada regular, transmitindo os melhores momentos das partidas da tarde) e o "DirecTV Fantasy Zone" (função que permite os telespectadores a acompanharem seus times do jogo virtual da NFL). | 2014–2022                         |
| Verizon Media                            | Transmissão via internet de jogos regionais e jogos disponíveis em rede nacional via Yahoo Sports. | 2018–2022                         |
| Amazon                                   | Retransmissão das partidas do Thursday Night Football na FOX via Prime Video e Twitch. De 2020 a 2022, a Amazon também irá transmitir partidas (produzidas pela CBS) exclusivas para o mundo todo na Twitch e nos mercados regionais dos respectivos times. | 2018–2022                         |

### Futebol Universitário
As transmisões do college football variam de região para região e universidade por universidade. Dependendo de cada time participante, um jogo pode ser transmitido por um certo canal e no ano seguinte o mesmo jogo pode ser transmitido por outro canal. Com exceção de "bowls", jogos de feriado e grandes rivalidades, as transmissões e o estilo delas variam de acordo com as conferências.
Os bowls de pós-temporada e o College Football Playoff são transmitidos pelos canais da ESPN. Os direitos de transmissão do canal vão até 2025.

#### Temporada Regular
• Academia Militar vs Academia Naval (Rivalidade Clássica)
- CBS
- CBS Sports Network

• Atlantic Coast Conference (ACC)
- ABC
- ESPN (também disponível na ESPN2, ESPNU e ESPN+)
- ACC Network (canal do grupo ESPN)

• American Athletic Conference (AAC)
- ABC (somente o Championship Game)
- ESPN (também disponível na ESPN2, ESPNU e ESPN+)
- CBS Sports Network

• Jogos de BYU
- ABC
- ESPN (também disponível na ESPN2, ESPNU e ESPN+)
- BYUtv (somente jogos em qual BYU é mandante)

• Big Ten Conference (B1G)
- FOX (somente o Championship Game)
- FOX Sports (também disponível no FS2)
- ABC
- ESPN (também disponível na ESPN2, ESPNU e ESPN+)
- Big Ten Network (canal do grupo FOX Sports)

• Big 12 Conference (B12)
- ABC (somente o Championship Game)
- ESPN (também disponível na ESPN2, ESPNU e ESPN+)
- FOX Sports (também disponível no FS2)
- Longhorn Network (canal do grupo ESPN, com ao menos um jogo exclusivo da UT Austin)

• Conference USA (C-USA)
- CBS Sports Network
- ESPN (apenas a ESPN3)
- NFL Network
- Stadium
- Facebook Watch[22]

• Mountain West Conference (MW)
- FOX Sports (também disponível no FS2)
- CBS Sports Network

• Jogos da Universidade de Notre Dame
- NBC

• Pac-12 Conference (P12)
O Championship Game da conferência tem transmissão da ABC em anos ímpares e da FOX em anos pares.
- ABC
- FOX
- ESPN (também disponível na ESPN2, ESPNU e ESPN+)
- FOX Sports (também disponível no FS2)
- Pac-12 Network

• Southeastern Conference (SEC)
- ABC
- ESPN (também disponível na ESPN2, ESPNU e ESPN+)
- SEC Network (canal do grupo ESPN)

• Sun Belt Conference (SBC)
- ESPN (também disponível na ESPN2, ESPNU e ESPN+)

• Mid-American Conference (MAC)
- ESPN (também disponível na ESPN2, ESPNU e ESPN+)

• Ivy League (IVY)
- ESPN (somente via ESPNU e ESPN+)

#### Pós-temporada
Todos os bowls, incluindo o "New Year's Six" (Rose Bowl, Orange Bowl, Sugar Bowl, Peach Bowl, Cotton Bowl e Fiesta Bowl) do College Football Playoff são transmitidos pela ABC e pela ESPN.
• College Football Playoff National Championship
A ESPN prepara uma super "megacast" em todas as edições da final do college football desde 2015.
- ABC - Jogo
- ESPN - Jogo
- ESPN2 - CFP Live (análises de comentaristas e apresentadores sobre o jogo com a tela dividida)
- ESPNews - Film Room (análises de comentaristas que muitas vezes se utilizam de recursos gráficos e câmera lenta)
- ESPNU - SkyCast (câmera 100% áerea e jogo com áudio local, sem comentaristas)
- SEC Network - Rádio do time da SEC (caso participe)
- ACC Network - Rádio do time da ACC (caso participe)
- ESPN+ - Multíplos canais especiais como Datacenter (tela dividida com estatísticas), Refcast (tela dividida com análises de ex-árbitros).[23][24]

• Sun Bowl
- CBS

• Arizona Bowl
- CBS Sports Network

• Cure Bowl
- CBS Sports Network

• Redbox Bowl
- FOX

• Holiday Bowl
- FOX

• FCS Championship
- ESPN

• DII Championship
- ESPN2

• DIII Championship
- ESPN via ESPNU

### Canadian Football League (CFL)
Desde 2013, os canais ESPN possuem os direitos de transmissão para as partidas da Canadian Football League. Originalmente, as transmissões no Canadá são feitas pela TSN, canal "irmão" da ESPN.
Normalmente, as principais partidas da temporada regular são transmitidas na ESPN2 e ESPN3. A Grey Cup é transmitida na ESPN. Todos os jogos da temporada são transmitidos pela ESPN+.

### XFL
Os direitos de transmissão para a nova XFL são divididos entre ABC, ESPN, FOX Sports e FOX. Algumas partidas foram transmitidas na ESPN2 (dentro do pacote da ESPN) e na FS2 (canal da FOX Sports).
De acordo com o The Wall Street Journal a ESPN iria transmitir a final do campeonato, que acabou não acontecendo.

## Beisebol

### Major League Baseball (MLB)

#### Televisão Nacional
Em Agosto de 2012, a ESPN anunciou que havia chegado a um acordo com a Major League Baseball. Por 700 milhões de dólares por ano, o canal teria direito a transmitir as partidas do Wild Card, jogos da temporada regular e possíveis jogos "tie-break".
De acordo com o Sports Business Daily, a MLB estaria passando por uma reformulação em seus direitos de transmissão e por isso havia acertado múltiplos contratos em 2012 com diferentes canais de TV. A FOX Sports e a Turner foram as mais beneficiadas. A FOX pagou em torno de 8 bilhões de dólares (ao longo de oito anos) para a exclusividade da competição na TV aberta enquanto a Turner pagou 2.8 bilhões de dólares (também em oito anos) para a transmissão de partidas importantes na TV fechada.
Os contratos atuais são:
• FOX
- World Series
- 12 jogos nas tardes de Sábado
- All-Star Game

• FS1
- 40 jogos nas tardes de Sábado
- 2 jogos da Division Series (Quartas-de-final da MLB)
- 1 jogo de Final de liga (AL ou NL)

• TBS
- 13 últimos jogos da temporada nas tardes de Domingo
- 1 jogo de Wild Card
- 2 jogos da Division Series (Quartas-de-final da MLB)
- Jogo restante de final de liga (AL ou NL), sendo que a FS1 escolhe primeiro o jogo que irá transmitir.

• ESPN
- Jogo de Abertura
- Jogos exclusivos nos primetimes de Domingo, Segunda e Quarta
- Jogos exclusivos em feriados selecionados (como por exemplo o Dia da Independência ou o Dia do Trabalho)
- Festividades do All-Star Game (como por exemplo o Home Run Derby)
- 1 jogo de Wild Card
- Possíveis jogos de "tie-break"

• MLB Network
- 26 jogos (não-exclusivos) da temporada regular
- 2 jogos da Division Series (Quartas-de-final da MLB)

#### TV Local
A MLB também é transmitida por canais de TV locais/regionais. A maioria das transmissões é realizada por RSNs, canais esportivos que só estão disponíveis em certas regiões dos EUA.
Os jogos transmitidos exclusivamente em canais regionais também estão disponíveis em um plano especial do MLB.com e do canal PPV MLB Extra Innings. Todavia, existem restrições de blackout eventualmente.
Um exemplo para facilitar o entendimento pode ser o do New York Yankees. 90% dos jogos dos Yankees são transmitidos pela RSN "Yankee Entertainment and Sports Network" (YES Network). O canal só está disponível para pessoas que vivem em Nova Iorque, Nova Jersey, Connecticut e Norte da Pensilvânia.
Isso significa que, um torcedor do Yankees que mora em Los Angeles, Califórnia não consegue assistir a grande maioria das partidas do seu time na TV. A não ser, é claro, que o jogo esteja sendo transmitido na TV nacional, isto é, FOX, FS1 ou FS2, TBS, ESPN e MLB Network.
Para esse tipo de torcedor, a MLB dá a opção da compra do "passe completo" no site MLB.com. Isso dá direito ao torcedor de ver todas as partidas dos Yankees na temporada regular a não ser em casos de blackout, que ocorrem em sua maioria quando um time da região em que o torcedor vive (neste caso Los Angeles) enfrenta os Yankees. O torcedor também pode optar pelo serviço PPV do MLB Extra Innings mas também sofrerá com blackouts. Em teoria, a solução do torcedor para os blackouts nesse caso seria de ir ao estádio ou assistir o jogo por uma RSN de sua região.

### Caribbean Series
A ESPN Deportes possui os direitos de transmissão da Caribbean Series

### Beisebol Universitário
A pós-temporada do beisebol universitário (College World Series) é transmitida na íntegra pelos canais ESPN, isto é, ESPN, ESPN2, ESPN3, ESPNews, ESPNU e na internet, ESPN+.
A temporada regular possui algumas partidas sem transmissão.
• Temporada Regular
- CBS Sports Network
- ESPN (incluindo ESPN2, ESPN3, ESPNews, ESPNU e ESPN+)
- FS1 e FS2
- RSNs (canais esportivos regionais)
- Big Ten Network (canal do grupo FOX Sports)
- SEC Network (canal do grupo ESPN)
- ACC Network (canal do grupo ESPN)
- Longhorn Network (canal do grupo ESPN)
- Pac-12 Network
- BYUtv (apenas jogos em que BYU é mandante)

• College World Series
- Todos os canais do grupo ESPN

### Little League Baseball
Os canais ESPN transmitem a Little League World Series e as eliminatórias americanas para o torneio.
A final é transmitida exclusivamente pela ABC.

### Softbol
• Copa do Mundo de Softbol
- ESPN
- ESPN2
- ESPNews
- ESPNU
- ESPN+

• Softbol Universitário
- ESPN
- ESPN2
- ESPNews
- ESPNU
- SEC Network
- ACC Network
- Big Ten Network (canal do grupo FOX Sports)
- ESPN+

### Minor League Baseball (MiLB)
A MLB Network transmite 1 jogo por rodada da MiLB.

### KBO
A KBO tem algumas partidas transmitidas na ESPN e na ESPN2.
Um dos grandes destaques da liga foi quando, no meio da Pandemia de COVID-19, os jogos foram os primeiros eventos esportivos ao vivo a acontecer. O fato atraiu uma grande audiência para a ESPN.

## Basquete

### National Basketball Association (NBA)
Em Outubro de 2014, a NBA anunciou um contrato com duração de nove anos e valor de 24 bilhões de dólares com a ESPN, ABC e Turner, começando na temporada de 2016-17 da liga.

#### TV Nacional
• ABC
- Finais da NBA
- 19 jogos exclusivos da temporada regular (no Natal, primetime de Sábado e tardes de Domingo)
- Jogos de playoffs (primeiro e segundo round) nas tardes de fim de semana

• ESPN
- 82 jogos da temporada regular (no primetime de Quarta, Sexta, Domingo e Segunda)
- 30 jogos de playoffs (primeiro e segundo round)
- 1 semifinal de conferência
- 1 final de conferência

• TNT
- 67 jogos da temporada regular (no primetime de Quinta)
- NBA All-Star Game
- 45 jogos de playoffs (primeiro e segundo round)
- 1 semifinal de conferência
- 1 final de conferência

• NBA TV
- 106 jogos da temporada regular
- 9 jogos dos playoffs (não-definidos)

#### TV Local
Assim como a MLB, a NBA também é transmitida por canais de TV local. A particularidade da NBA é que canais "comuns" e não só exclusivamente de esportes podem exibir as partidas da temporada regular da liga. Cada time possui seu "canal regional" e este transmite todas as suas partidas na temporada regular com a exceção de blackouts, quando um canal da TV nacional seleciona a partida para ser transmitida por eles.
A NBA possui o NBA League Pass, principalmente para torcedores "out-of-market", isto é, torcedores que vivem em uma região diferente do seu time. O League Pass também está sujeito a blackouts.

### Women's National Basketball Association (WNBA)
Em 2013, a WNBA e a ESPN chegaram a um acordo de duração de seis anos, começando na temporada de 2017/18. O contrato prevê a divisão dos lucros da liga com os times, cada um recebendo aproximadamente 1 milhão de dólares por ano.
Em Abril de 2019, a CBS e sua divisão de esportes conseguiram um acordo até então novo com a WNBA. A duração não foi informada mas acredita-se que é a mesma da ESPN.
• ABC e ESPN
- WNBA Finals
- Jogos selecionados da temporada regular (primetime da semana toda)
- WNBA All-Star Game
- Jogos selecionados dos playoffs

• NBA TV
- Jogos selecionados da temporada regular (de Segunda a Sexta)

• CBS Sports Network
- Jogos selecionados da temporada regular (nos finais de semana)

### Basquete Universitário
No caso do basquete universitário, nem todas as partidas são transmitidas na TV. Isso acontece porque as transmissões do college basketball dependem muito da região da universidade, região dos canais de TV e de suas conferências.

#### Temporada Regular
Os direitos de transmissão estão ligados a conferência do time mandante. Efetivamente, isso significa que se um time da SEC enfrenta, em casa, um time da B1G, o detentor dos direitos da SEC tem a chance de escolher esse jogo primeiro do que o detentor dos direitos da B1G.
• ABC/ESPN/ESPN2/ESPNU/ESPNews
- A10
- ACC - transmitida em conjunto com a ACC Network (canal do grupo ESPN)
- AAC
- America East
- ASUN
- Big 12
- Big South
- BSC
- B1G
- Big West
- C-USA
- Horizon
- Ivy League
- MAC
- MAAC
- MEAC
- MVC
- NEC
- OVC
- PAC-12
- Patriot League
- SEC - transmitida em conjunto com a SEC Network (canal do grupo ESPN)
- SoCon
- SLC
- The Summit
- SBC
- SWAC
- WAC
- WCC

• CBS
- AAC
- Big 12
- Big East
- B1G
- PAC-12
- SEC

• CBS Sports Network
- A10
- Big East
- C-USA
- MAC
- Mountain West
- NEC
- Patriot League
- WCC

• FOX/FS1/FS2
- Big East
- B1G
- PAC-12
- Mountain West

• NBCSN
- A10

• Stadium
- A10
- AAC
- Big South
- CAA
- C-USA
- Horizon
- Ivy League
- OVC
- Patriot League
- SoCon
- SLC
- WAC

• BYUtv
- Jogos em que BYU é mandante

• PAC-12 Network
- PAC-12

• Longhorn Network (grupo ESPN)
- Jogos em que Texas é mandante

#### Pós-Temporada
Um acordo entre a NCAA, CBS e WarnerMedia prevê que todos os jogos do March Madness sejam transmitidos na TV nacional até 2032.
• March Madness
- First Four - Transmitida exclusivamente pela TruTV
- Torneio (com exceção da final) - Transmitida pela CBS, TruTV, TBS e TNT
- Final - Transmitida exclusivamente pela CBS em anos ímpares e por um canal do grupo WarnerMedia em anos pares.

• NIT
- ESPN

• Campeonato de Basquetebol Feminino da NCAA - Divisão I
- ESPN

### Torneios FIBA
- Copa do Mundo de Basquetebol Masculino: ESPN e ESPN2 (incluindo eliminatórias)
- Campeonato Mundial de Basquetebol Sub-19: ESPN2
- Copa Intercontinental FIBA: Facebook, YouTube e Twitch
- Copa do Mundo de Basquete 3x3: FloSports
- EuroBasket: ESPN e ESPN2
- Copa América de Basquetebol Masculino e Copa América de Basquetebol Feminino: ESPN e ESPN2
- Afrobasket: ESPN e ESPN2

## Boxe
- Top Rank: ESPN e ESPN+
- PBC: FOX/FS1/FS2
- Golden Boy Promotions: DAZN
- Matchroom Sport: DAZN

## Críquete
- Copa do Mundo de Críquete: Willow
- Copa do Mundo de Críquete T20: Willow
- Copa do Mundo de Críquete Sub-19: Willow
- Big Bash League: Willow
- Bangladesh Premier League: Willow
- Indian Premier League: Willow[37]

## Curling
- Canada Cup: ESPN (via ESPN3)[38]
- Continental Cup: ESPN (via ESPN3)

## Ciclismo
- Tour de France: NBCSN (A NBC transmite um resumo  de uma a duas horas no final de semana)
- Giro d'Italia: CGN+
- Volta a Espanha: NBCSN
- Tirreno-Adriático: CGN+
- Milão-Sanremo: CGN+
- Strade Bianche: CGN+
- Amstel Gold Race: Flo Sports
- Volta à Suíça: Flo Sports
- UCI WorldTour: NBCSN
- Volta à Grã-Bretanha: CGN+
- Volta à Califórnia: NBCSN
- USA Pro Cycling Challenge: NBCSN
- Tour de Utah: FS1
- Liège-Bastogne-Liège: NBCSN

## Golfe
Desde 1956, as transmissões de golfe nos Estados Unidos são divididas (majoritariamente) em: Primeiros Rounds (dias de semana) na TV a Cabo e Rounds Finais (fim de semana) na TV aberta.

### Majors Masculinos
| Evento             | TV                       | Formato da transmissão                                                    | Duração do contrato/notas |
| ------------------ | ------------------------ | ------------------------------------------------------------------------- | --- |
| Masters Tournament | CBS (TV aberta)          | Transmissão dos rounds do fim de semana                                   | 1956–presente (O Augusta National Golf Club não assina contratos de longos termos, mas a CBS é a parceira mais longeva do clube).     |
| Masters Tournament | ESPN (TV a Cabo)         | Transmissão dos primeiros rounds                                          | A ESPN substituiu a USA Network em 2008. A emissora da NBCUniversal transmitia os 2 primeiros rounds desde 1982 na TV por assinatura. |
| PGA Championship   | CBS (TV aberta)          | Transmissão dos rounds do fim de semana                                   | 2020–2030 |
| PGA Championship   | ESPN (TV a Cabo)         | Transmissão dos primeiros rounds e round da manhã do fim de semana        | 2020–2030. A ESPN substituiu a TNT como a detentora dos direitos na TV por assinatura.                                                |
| PGA Championship   | ESPN+ (streaming)        | Transmissão de feeds alternativos nos rounds da ESPN                      | 2020–2030 |
| U.S. Open          | NBC (TV aberta)          | Cobertura dos primeiros rounds no primetime e dos rounds do fim de semana | 2020–2026; incluindo todos os campeonatos da USGA.                                                                                    |
| U.S. Open          | Peacock (streaming)      | Transmissão de feeds alternativos                                         | 2020–2026; incluindo todos os campeonatos da USGA.                                                                                    |
| U.S. Open          | Golf Channel (TV a Cabo) | Transmissão dos primeiros rounds                                          | 2020–2026; incluindo todos os campeonatos da USGA.                                                                                    |
| The Open           | NBC (TV aberta)          | Transmissão dos rounds do fim de semana                                   | 2016–2028 |
| The Open           | Golf Channel (TV a Cabo) | Cobertura dos primeiros rounds                                            | 2016–2028 |

### Majors Femininos
| Evento                 | TV                       | Cobertura                                                                   | Duração do contrato/notas                                         |
| ---------------------- | ------------------------ | --------------------------------------------------------------------------- | ----------------------------------------------------------------- |
| ANA Inspiration        | Golf Channel (TV a Cabo) | Todos os rounds                                                             | Parte do contrato por direitos da LPGA.                           |
| Campeonato da LPGA     | NBC (TV aberta)          | Transmissão dos rounds do fim de semana                                     | 2019-presente                                                     |
| Campeonato da LPGA     | Golf Channel (TV a cabo) | Transmissão dos primeiros rounds                                            | 2019-presente                                                     |
| U.S. Women's Open      | NBC (TV aberta)          | Transmissão no primetime dos primeiros rounds e dos rounds do fim de semana | 2020–2026; o contrato inclui todos os campeonatos da USGA.        |
| U.S. Women's Open      | Golf Channel (TV a Cabo) | Transmissão completa dos primeiros rounds                                   | 2020–2026; o contrato inclui todos os campeonatos da USGA.        |
| The Evian Championship | Golf Channel (TV a Cabo) | Transmissão de todos os rounds                                              | Parte do contrato por direitos da LPGA.                           |
| Women's British Open   | NBC (TV aberta)          | Transmissão dos rounds do fim de semana                                     | 2016–2028 (parte do contrato de transmissão do Open Championship) |
| Women's British Open   | Golf Channel (TV a Cabo) | Transmissão dos primeiros rounds                                            | 2016–2028 (parte do contrato de transmissão do Open Championship) |

### Tours e outros eventos
| Evento/Tour | TV                          | Cobertura | Duração do contrato/notas                             |
| ----------- | --------------------------- | --- | ----------------------------------------------------- |
| PGA Tour    | CBS (TV aberta)             | - Transmissão dos rounds do fim de semana em pelo menos 20 torneios por temporada - Reveza com a NBC na transmissão dos playoffs da FedEx Cup a partir de 2022 | 2011–2030                                             |
| PGA Tour    | NBC (TV aberta)             | - Transmissão dos rounds do fim de semana em pelo menos 10 torneios por temporada. Inclui o WGC Match Play e o The Players Championship. - Os dois eventos finais dos playoffs FedEx Cup, revezando com a CBS a partir de 2022. - Transmissão completa da Presidents Cup               | 2011–2030                                             |
| PGA Tour    | Golf Channel (TV a Cabo)    | - Transmissão dos primeiros rounds de todos os eventos - Transmissão dos rounds do fim de semana que não são transmitidos pela NBC ou CBS. - Opção para transmitir um feed alternativo em eventos transmitidos pela NBC - Transmissão completa do PGA Tour Champions e Korn Ferry Tour | 2011–2030                                             |
| PGA Tour    | NBC Sports Gold (streaming) | - Transmissão do programa PGA Tour Live antes das transmissões do Golf Channel - Transmissão de feeds alternativos em eventos transmitidos pelo Golf Channel | 2019–2021                                             |
| LPGA        | Golf Channel (TV a Cabo)    | Transmissão exclusiva da grande maioria dos eventos, sendo que os principais também são transmitidos na NBC. | O contrato atual acaba em 2021. Inclui a Solheim Cup. |
| Ryder Cup   | NBC (TV aberta)             | Transmissão dos rounds do fim de semana | 2014–2030                                             |
| Ryder Cup   | Golf Channel (TV a Cabo)    | Transmissão dos primeiros rounds. | 2014–2030                                             |

## Hóquei no Gelo

### National Hockey League (NHL)
No dia 10 de Março de 2021, a Walt Disney Company, ESPN e a NHL anunciaram um novo contrato para as transmissões da principal liga de hóquei do mundo. A nova parceira tem a duração de 7 anos e marca a volta do hóquei a ESPN americana pela primeira vez desde 2004.
Em Abril de 2021, a NHL e a Turner Sports anunciaram um acordo similar ao da ESPN com a TNT e a TBS também com duração de 7 anos. É esperado que o contrato inclua a transmissão da Stanley Cup.
• ESPN/ABC
- 25 jogos da temporada regular com transmissão exclusiva. Inclui o jogo de abertura da temporada, o NHL All-Star Game e a Skills Competition.
- Metade dos jogos dos dois primeiros rounds dos playoffs
- Transmissão exclusiva de uma final de conferência cada temporada
- Final da Stanley Cup em 2022, 2024, 2026 e 2028

• ESPN+/Hulu
- 75 jogos da temporada regular com transmissão exclusiva e produção total da ESPN
- Pacote completo out-of-market da NHL (antiga NHL.TV). Serão aproximadamente 1000 jogos da temporada regular que estarão inclusos na assinatura da ESPN+

• TNT/TBS
- 72 jogos da temporada regular (inclui o Winter Classic)
- Metade dos jogos dos dois primeiros rounds dos playoffs
- Transmissão exclusiva de uma final de conferência cada temporada
- Final da Stanley Cup em 2023, 2025 e 2027

É importante mencionar que assim como a NBA e a MLB, as RSNs tem direito de transmitir a grande maioria dos jogos dos times de suas respectivas regiões. Antes de 2021, a NHL.TV seria a opção para fãs out-of-market, isto é, fora da região do seu time favorito. A partir da temporada 2021/22, o pacote estará disponível dentro da assinatura do ESPN+.

### National Women's Hockey League (NWHL)
A NWHL já foi transmitida tanto por canais de TV quanto por serviços de streaming e sites como o Twitter.
Em 2021, a NWHL chegou a um acordo com a NBCSN para as transmissões das finais da Isobel Cup, o que faria com que o canal da TV se tornasse o primeiro na história a transmitir os jogos da liga. A temporada foi cancelada por conta da pandemia da COVID-19.

### Hóquei Universitário
- Campeonato da NCAA de Hóquei No Gelo: ESPNU (semifinais regionais), ESPN2 (semifinais nacionais) e ESPN (final).
- Os jogos da temporada regular são transmitidos via RSNs (canais de esporte regionais). Ocasionalmente, a NBCSN transmite jogos da Universidade de Notre Dame.

## Turfe
A NBC é a detentora dos direitos das três corridas do Triple Crown. O contrato inclui o Kentucky Derby até 2025, o Preakness Stakes até 2022 e o Belmont Stakes até 2022. A NBCSN serve como "apoio" para as transmissões da NBC e também transmite as corridas prévias de Sexta-feira e Sábado. O canal esportivo tem os direitos da Kentucky Oaks, Black-Eyed Susan Stakes e do Brooklyn Invitational Stakes.
A NBC transmite a grande maioria do circuito qualificatório para o Kentucky Derby, chamado de Road to the Kentucky Derby. Incluindo o Florida Derby, Santa Anita Derby, e o Blue Grass Stakes.
A Breeders' Cup é transmitida pela NBCSN, sendo que a corrida final, é transmitida na NBC.

## Lacrosse

### Major League Lacrosse (MLL)
- ESPN+ e Lax Sports Network

### Women's Professional Lacrosse League (WPLL)
- ESPN+

### National Lacrosse League (NLL)
- A Bleacher Report é a detentora dos direitos da liga, transmitindo as partidas pela internet.

### Premier Lacrosse League (PLL)
- 3 jogos na NBC (incluindo a final)
- 16 jogos da NBCSN
- 19 jogos no serviço de streaming NBC Sports GOLD

### Lacrosse Universitário
• Campeonato Nacional Masculino da NCAA
- ESPNU/ESPNews: Primeiro Round e Quartas-de-final
- ESPN2: Semifinais
- ESPN: Final

• Temporada Regular
Os jogos da temporada regular são transmitidos na CBS Sports Network, RSNs e ESPNU.

## MMA
• UFC
Os direitos de transmissão do UFC pertencem a ESPN. Por contrato, o card principal é exclusivo do serviço de streaming ESPN+. As outras lutas são transmitidas na ESPN (em inglês) e na ESPN Deportes (em espanhol).
• Bellator MMA
O Showtime é o detentor dos direitos do Bellator. O canal transmite as lutas em sua maioria no seu canal linear, mas também opta por seu pay-per-view, Showtime PPV.
• ONE Championship: TNT/TBS
• Professional Fighters League: ESPN

## Automobilismo

### NASCAR
Os grupos FOX Sports e NBC Sports possuem contratos para transmissão de todos os eventos da NASCAR tanto pela TV quanto pela internet. Em 2012, a NASCAR e a FOX Sports Media Group anunciaram um contrato de 8 anos por 2.4 bilhões de dólares para as transmissões da categoria. Já em 2013, o NBC Sports Group anunciou um contrato de 10 anos por 4.4 bilhões de dólares. 10 dias depois, foi anunciado que ambos os contratos seriam estendidos até 2024.
- NASCAR Cup Series
  - FOX Sports - 16 primeiras corridas da temporada
    - FOX: 10 corridas, incluindo a Daytona 500.
    - FS1: 6 corridas, o Busch Clash, o Can-Am Duel e a NASCAR All-Star Race.
    - FOX Deportes: Todas as corridas em que a FOX é a detentora dos direitos, com exceção daquelas que interferem diretamente na programação previamente definida.

  - NBC Sports - 20 últimas corridas
    - NBC: 7 corridas, incluindo a Coke Zero 400 e a Dixie Vodka 400.
    - NBCSN: 13 corridas, com exceção daquelas que interferem diretamente na programação previamente definida. No caso de conflito com a programação, as corridas são transmitidas pela CNBC ou pela USA Network.
    - Telemundo Deportes: Todas as corridas em que a NBC é a detentora dos direitos. As transmissões são feitas na Telemundo ou na Universo.
- NASCAR Xfinity Series
  - FOX Sports - 14 primeiras corridas da temporada
    - FS1/FS2: 14 corridas.

  - NBC Sports - 19 últimas corridas
    - NBC: 4 corridas
    - NBCSN: 15 corridas, com exceção daquelas que interferem diretamente na programação previamente definida. No caso de conflito com a programação, as corridas são transmitidas pela CNBC ou pela USA Network.
- NASCAR Truck Series
  - Fox Sports - Todas as corridas
    - FS1/FS2: 20 corridas com exceção daquelas que interferem diretamente na programação previamente definida. No caso de conflito com a programação, as corridas são transmitidas pela FOX Business.
    - FOX: 2 últimas corridas da temporada.
- Outros
  - Tanto a ARCA Menard Series Leste quanto a ARCA Menard Series Oeste são transmitidas ao vivo no NBC Sports Gold Track Pass e os melhores momentos posteriormente em um programa de 45 minutos na NBCSN.
  - Todas as corridas da NASCAR Whelen Modified Tour são transmitidas ao vivo no NBC Sports Gold Track Pass e os melhores momentos posteriormente em um programa de 45 minutos na NBCSN.
  - Todos os eventos da NASCAR Canada Series são transmitidos ao vivo no NBC Sports Gold Track Pass.

### Fórmula Indy/IndyCar
- IndyCar Series
  - NBC Sports (NBC, NBCSN e Telemundo Deportes)
    - NBC: Indy 500 e 7 corridas.
    - NBCSN: Todas as corridas não transmitidas pela NBC.
    - CNBC: Corridas que a NBCSN não transmite por conflito com a programação.
- Indy Lights Series
  - NBC Sports via Peacock

### Fórmula 1
A Fórmula 1 foi transmitida pela ESPN pela primeira vez nos Estados Unidos em 1984. Até 1997, o canal da Disney era o detentor dos direitos da categoria. Em 1998, o canal Speed em parceria com a FOX Sports anunciou um contrato com a F1 até 2000. Este mesmo contrato foi estendido posteriormente até 2012. A FOX transmitiu corridas selecionadas de 2007 a 2012, ainda dentro desta parceria com a Speed. Em 2013, o grupo NBC Sports adquiriu os direitos de transmissão até 2017. Todas as corridas eram transmitidas tanto na NBC (principalmente corridas à tarde no horário americano), NBCSN, CNBC e um canal extra para operadoras de TV a Cabo selecionadas.
Em 2018, a ESPN voltou a ter os direitos de transmissão da F1. O canal anunciou que teria a intenção de transmitir mais de 100 horas de programação na temporada de sua reestreia, incluindo todos os treinos livres, treinos oficiais e corridas.
Os direitos atuais são organizados de tal forma que a ABC transmita o GP do Canadá, GP do México e o GP dos EUA ao vivo na TV aberta, principalmente por conta do horário. O GP de Mônaco também é transmitido pela ABC, porém em formato de reprise, aproximadamente 4 horas depois de sua finalização. O GP ao vivo é transmitido pela ESPN. Todas as outras corridas são transmitidas pela ESPN, ESPN2 ou ESPNU. Os treinos livres são transmitidos majoritariamente pela ESPNU, enquanto os oficiais pela ESPN2. A ESPN Deportes transmite os principais eventos em espanhol.
Em Março de 2018, a Fórmula 1 anunciou o F1TV Pro, serviço de streaming oficial da categoria que transmite todas as corridas ao vivo.
| TV/Streaming  | Eventos | Duração do contrato atual                                    |
| ------------- | --- | ------------------------------------------------------------ |
| ABC           | - GP do Canadá - GP do México - GP dos Estados Unidos - GP de Mônaco (em reprise)                                            | 2018-presente                                                |
| ESPN          | - GP de Mônaco (ao vivo) | 2018-presente                                                |
| ESPN2         | - Treinos Livres (selecionados) - Treinos Oficiais (selecionados) - Todos os GPs com exceção de Mônaco, México, EUA e Canadá | 2018-presente                                                |
| ESPNU         | - Treinos Livres (selecionados) - Treinos Oficiais (selecionados)                                                            | 2018-presente                                                |
| ESPN Deportes | - Treinos Livres em espanhol (selecionados) - Treinos Oficiais em espanhol (selecionados) - Todos os GPs em espanhol         | 2018-presente                                                |
| F1TV Pro      | - Todas as sessões em Inglês, Alemão, Francês, Holandês, Espanhol e Português                                                | Não há contrato, o serviço é prestado pela própria Fórmula 1 |

### IMSA
- IMSA SportsCar Championship
  - As transmissões são feitas pelos canais do grupo NBC. Para as corridas completas, o telespectador tem que ser assinante do NBC Sports Gold Track Pass.
- Michelin Pilot Challenge
  - NBCSN: Todas as corridas em formato de reprise
  - NBC Sports Gold Track Pass: Todas as corridas ao vivo

### Motovelocidade
- MotoGP: NBCSN
- Campeonato Mundial de Motocross: CBS Sports Network
- MotoAmerica: FS1/FS2 e MAVTV
- Campeonato Mundial de Superbike: NBCSN (em reprise)

## Eventos Especiais

### Jogos Olímpicos
A NBCUniversal possui os direitos de transmissão dos Jogos Olímpicos até 2032.
Desde os jogos de Seoul em 1988, a NBC é a detentora dos direitos exclusivos dos Jogos Olímpicos de Verão nos Estados Unidos. Em 2011, o canal assinou um contrato de mais de 4.38 bilhões de dólares para a transmissão dos jogos até 2020. O contrato era o mais caro da história das Olimpíadas. Em 2014, a NBC estendeu esse contrato, pagando 7.75 bilhões de dólares para os direitos até 2032. O contrato é não só a maior fonte de renda do COI, como também um dos maiores contratos da história da televisão mundial em termos de direitos de transmissão.
As Olimpíadas na NBC são divididas entre os seus 8 canais de TV aberta e a cabo, mais a Telemundo e a Universo, canais em espanhol.
| Canal de TV                 | Eventos/Cobertura |
| --------------------------- | --- |
| NBC (TV aberta)             | A NBC transmite os principais eventos dos Jogos Olímpicos. O canal tem foco nos competidores americanos e segue uma programação rigorosa nos dias de competição. Desde 1988, a NBC transmitiu todas as cerimônias de abertura dos jogos ao vivo. Na edição de Tóquio 2020, o canal reprisou a cerimônia duas vezes seguidas no primetime por conta da diferença de horário entre os Estados Unidos e o Japão. |
| NBCSN (TV a Cabo)           | O canal esportivo da NBC transmite os eventos que não são transmitidos no canal principal. A NBCSN não possui necessariamente uma programação nos dias de competição, fazendo inclusive cortes repentinos para outras modalidades acontecendo ao mesmo tempo. Por conta da diferença de horário entre Estados Unidos e Japão, a NBCSN transmitiu exclusivamente a cerimônia de encerramento dos Jogos de Tóquio 2020. Durante as Olimpíadas, a NBCSN possui uma programação especial, exibindo eventos 24 horas por dia, tanto ao vivo, quanto em formato de reprise. |
| USA Network (TV a Cabo)     | A USA Network serve como apoio para a NBCSN e a NBC. O canal transmite modalidades mais populares entre os americanos como natação, atletismo e ginástica artística e rítmica. Durante os Jogos de Tóquio 2020, a USA Network também dedicou sua programação 24 horas por dia, exibindo reprises nas tardes americanas. |
| MSNBC (TV a Cabo)           | O canal de notícias da NBC não exibe eventos olímpicos ao vivo. No entanto, por ser um canal da NBCUniversal, pode mostrar imagens e vídeos oficiais das transmissões das Olimpíadas. |
| CNBC (TV a Cabo)            | De Segunda a Sexta, das 6 da manhã até 8 da noite (horário americano), a programação da CNBC é fixa no mercado financeiro e jamais alterada. A janela restante, em período olímpico, é usada nas transmissões da NBC. O canal exibe principalmente competições de nado sincronizado, tênis de mesa e futebol. |
| Golf Channel (TV a Cabo)    | O Golf Channel exibe na íntegra e sem interrupções as competições de golfe dos Jogos Olímpicos. Após o fim dos jogos o canal transmite as reprises em sequência dos rounds. |
| Olympic Channel (TV a Cabo) | O Olympic Channel adota o lema "Home of Team USA" ("casa do time dos EUA") durante os jogos. Sua programação durante os dias de competição é focada no tênis e quando o torneio se encerra, o foco vira a luta olímpica. A emissora já é focada 100% nas Olimpíadas, mesmo assim, sua programação se altera quando os eventos ao vivo do dia já foram encerrados. As reprises do tênis e luta olímpica tomam conta da grade até o início do próximo dia de competições. |
| Peacock (Streaming)         | A primeira cobertura de Jogos Olímpicos do Peacock foi realizada em 2021, com a exibição dos jogos de Tóquio 2020. O serviço era a casa dos programas Tokyo LIVE (resumo da madrugada de competições começando às 6:00 nos EUA), Tokyo Gold (exibição dos melhores momentos de todo o dia, começando às 11:00 nos EUA com a apresentação de Rich Eisen), On Her Turf (programa 100% feminino focado nas mulheres americanas competindo na madrugada, começando às 19:00 nos EUA e apresentado direto de Tóquio) e Tokyo Tonight (programa voltado a transmissão da primeira bateria do atletismo e notícias gerais dos jogos, começando às 19:30 nos EUA e apresentado direto de Tóquio). Durante as Olimpíadas de Tóquio, o Peacock Premium transmitiu exclusivamente os jogos do Time dos EUA de Basquete Masculino, competições de Ginástica Artística ao vivo e as finais do Atletismo. |
| Telemundo (TV aberta)       | A Telemundo praticamente segue a programação da NBC, já que ambas precisam abrir espaço para seus noticiários durante a programação olímpica. O grande diferencial, é claro, é a transmissão 100% em espanhol dos principais eventos dos Jogos Olímpicos. |
| Universo (TV a Cabo)        | O Universo serve como canal de apoio para a Telemundo durante os Jogos Olímpicos. Assim como o canal mencionado, as transmissões são 100% em espanhol. Geralmente, o Universo é utilizado como canal para transmissões de futebol e boxe. |

### Jogos Paralímpicos
A NBCUniversal também é a detentora dos direitos dos Jogos Paralímpicos.
A cobertura dos jogos na TV aberta é menor comparada a dos Jogos Olímpicos. A NBC exibe somente os principais eventos desde que não altere a grade clássica já programada anteriormente. O canal principal para a exibição dos eventos é a NBCSN que transmite aqueles com mais demanda do público americano como natação e atletismo. Com exceção da Telemundo e da Universo, os outros canais do grupo NBCUniversal não transmitem os jogos.

### Jogos Olímpicos e Paralímpicos de Inverno
A NBCUniversal é a detentora dos direitos dos Jogos Olímpicos e Paralímpicos de Inverno.
A demanda por eventos ao vivo das Olimpíadas de Inverno aumentam cada vez mais. Nos Jogos Olímpicos de Inverno de 2014, a NBC transmitiu, ao longo de 6 canais (NBC, CNBC, MSNBC, NBCSN, USA Network e Telemundo) 1539 horas de conteúdo 100% voltado aos jogos. Em 2018, o número subiu para 2400 e teve a adição do Olympic Channel. Um fato curioso é que a MSNBC, canal de notícias do grupo NBCUniversal, chegou a transmitir alguns eventos na manhã de Sábado e Domingo do hóquei no gelo nos jogos de Sochi.
Os Jogos Paralímpicos de Inverno são transmitidos em sua maioria na NBCSN e com um resumo no último Domingo de competições na NBC.

## Rugbí League
- National Rugby League: FS1/FS2
- Rugby League State of Origin: FS2
- Super League: FS2

## Rugbí Union

### Major League Rugby
A CBS é a detentora oficial dos direitos da Major League Rugby. As partidas são transmitidas na CBS Sports Network e alguns jogos selecionados na FS2. Algumas RSNs (canais esportivos locais) transmitem os jogos do time de sua respectiva região.
A final é transmitida na TV aberta pela CBS.

### Premiership Rugby
A NBC é a emissora oficial da Premiership Rugby porém os jogos são transmitidos na NBCSN.

## Futebol

### Competições Internacionais
| Evento                                        | TV/Streaming                | Detalhes da Cobertura |
| --------------------------------------------- | --------------------------- | --- |
| Copa do Mundo FIFA                            | FOX/FS1/FS2                 | Todos os jogos. Transmissão 100% em inglês. A FOX exibe partidas da fase de grupos que não interferem com a grade de programação diretamente. Partidas da seleção dos EUA também são exibidas pela FOX, independentemente do horário. A fase mata-mata é praticamente toda exibida pelo canal de TV aberta. Os jogos não exibidos na FOX são exibidos na FS1 e FS2. Os direitos vão até 2026.                             |
| Copa do Mundo FIFA                            | Telemundo Deportes/Universo | Todos os jogos. Transmissão 100% em espanhol. A Telemundo exibe aproximadamente 56 jogos. O Universo serve como canal de apoio, principalmente na última rodada da fase de grupos, em que duas partidas acontecem no mesmo horário. |
| Eliminatórias da Copa do Mundo FIFA           | FOX/FS1/FS2                 | A FOX transmite os jogos da seleção americana em seu canal principal aos finais de semana e no FS1 em dias de semana. |
| Eliminatórias da Copa do Mundo FIFA           | CBS Sports Network          | Todos os jogos das Eliminatórias da CONCACAF, exceto jogos dos EUA. |
| Eliminatórias da Copa do Mundo FIFA           | Univision                   | Todos os jogos da seleção americana e da seleção mexicana. (em espanhol) |
| Eliminatórias da Copa do Mundo FIFA           | Telemundo Deportes          | Todos os jogos das Eliminatórias da CONCACAF, exceto jogos dos EUA e do México. (em espanhol) |
| Eliminatórias da Copa do Mundo FIFA           | ESPN                        | Todos os jogos das Eliminatórias da UEFA. Distribuídos entre ESPN, ESPN2, ESPN3 e ESPN+ |
| Eliminatórias da Copa do Mundo FIFA           | Univision                   | Todos os jogos das Eliminatórias da UEFA. (em espanhol) |
| Eliminatórias da Copa do Mundo FIFA           | FITE, FuboTV                | Todos os jogos das Eliminatórias da CONMEBOL tanto em inglês quanto em espanhol. |
| Eliminatórias da Copa do Mundo FIFA           | CBS Sports Network          | Todos os jogos das Eliminatórias da AFC. Exibidos em sua maioria no Paramount+. |
| Eliminatórias da Copa do Mundo FIFA           | ESPN+                       | Todos os jogos das Eliminatórias da CAF. |
| Eliminatórias da Copa do Mundo FIFA           | MyCujoo                     | Todos os jogos das Eliminatórias da OFC. |
| Mundial de Clubes da FIFA                     | FS1/FS2                     | Todos os jogos. Contrato até 2026. |
| Mundial de Clubes da FIFA                     | Telemundo Deportes/Universo | Todos os jogos. Contrato até 2026. (em espanhol) |
| Copa do Mundo de Futebol Feminino             | FOX/FS1/FS2                 | Todos os jogos. Transmissão 100% em inglês. A FOX transmite todos os jogos da seleção dos EUA e os principais jogos da fase mata-mata. A final também é exibida pelo canal de TV aberta. Os jogos não exibidos pela FOX são transmitidos pelo FS1 ou FS2. O contrato vai até 2023. |
| Copa do Mundo de Futebol Feminino             | Telemundo Deportes/Universo | Todos os jogos. Transmissão 100% em espanhol. A Telemundo transmite os princpais jogos da fase de grupos e da fase mata-mata. Os jogos não exibidos na Telemundo são exibidos na Universo. |
| UEFA Euro                                     | ESPN/ABC                    | A ESPN exibe Todos os jogos. Transmissão 100% em inglês. Na última rodada da fase de grupos os jogos são divididos entre ESPN e ESPN2. A ABC transmite os princpais jogos da fase de grupos nos finais de semana e os princpais jogos da fase mata-mata também no fim de semana. Em 2020, por conta do incidente com o jogador Eriksen da Dinamarca, algumas partidas foram transmitidas na ESPNews.                      |
| UEFA Euro                                     | Univision                   | Todos os jogos. Transmissão 100% em espanhol. |
| Liga das Nações da UEFA                       | ESPN                        | Todos os jogos. Transmissão 100% em inglês. Os jogos são divididos entre ESPN, ESPN2, ESPN3 e ESPN+. |
| Liga das Nações da UEFA                       | Univision                   | Todos os jogos. Transmissão 100% em espanhol. |
| Liga dos Campeões da UEFA                     | CBS Sports                  | Todos os jogos da fase de grupos são exclusivos para assinantes do Paramount+. A CBS também criou um canal no serviço de streaming chamado The Golazo Show, que mostra os melhores momentos em tempo real de todas as partidas simultâneas da fase de grupos. Já no mata-mata, alguns jogos selecionados são transmitidos pela CBS Sports Network. A final é transmitida na TV aberta pela CBS. Os direitos vão até 2024. |
| Liga dos Campeões da UEFA                     | TUDN                        | A TUDN transmite todos os jogos em seus canais extra. No canal principal transmite 2 jogos por rodada na fase de grupos. Os principais jogos também são exibidos na Univision. A transmissão é 100% em espanhol. Os direitos vão até 2024. |
| Liga Europa da UEFA                           | CBS Sports                  | Todos os jogos são exibidos para assinantes do Paramount+. O The Golazo Show também está disponível na Liga Europa. Na fase mata-mata jogos selecionados são transmitidos na CBS Sports Network. A final é transmitida pela CBS Sports Network. Os direitos vão até 2024. |
| Liga Europa da UEFA                           | TUDN                        | A TUDN transmite todos os jogos em seus canais extra. No canal principal transmite 2 jogos por rodada na fase de grupos. Os principais jogos também são exibidos na Univision. A transmissão é 100% em espanhol. Os direitos vão até 2024. |
| Liga Conferência Europa da UEFA               | CBS Sports                  | Todos os jogos são exibidos para assinantes do Paramount+. O The Golazo Show também está disponível na Liga Europa. Na fase mata-mata jogos selecionados são transmitidos na CBS Sports Network. A final é transmitida pela CBS Sports Network. Os direitos vão até 2024. |
| Liga Conferência Europa da UEFA               | TUDN                        | A TUDN transmite todos os jogos em seus canais extra. No canal principal transmite 2 jogos por rodada na fase de grupos. Os principais jogos também são exibidos na Univision. A transmissão é 100% em espanhol. Os direitos vão até 2024. |
| Supercopa da UEFA                             | CBS Sports                  | O jogo é exibido na CBS Sports Network. |
| Supercopa da UEFA                             | Univision                   | Transmissão exclusiva em espanhol. |
| Liga dos Campeões de Futebol Feminino da UEFA | DAZN                        | Todos os jogos. Direitos até 2025. |
| Liga dos Campeões de Futebol Feminino da UEFA | YouTube                     | 61 jogos transmitidos por meio do canal do YouTube da DAZN. Direitos até 2023. |
| Copa América                                  | FOX/FS1/FS2                 | A FOX exibe os principais jogos da competição. Todos os jogos não exibidos pela FOX são transmitidos no FS1 e no FS2. Direitos até 2024. |
| Copa América                                  | Univision                   | A Univision exibe todos os jogos com transmissão em espanhol. Direitos até 2021. |
| Copa Libertadores da América                  | beIN Sports                 | Todos os jogos por meio dos canais extra (com narrações em inglês, espanhol e português) da beIN Sports. Os principais jogos da fase de grupos são exibidos na beIN Sports e beIN Sports Ñ (em espanhol). A partir das Quartas de Final, todos os jogos são exibidos na beIN Sports e beIN Sports Ñ (em espanhol). A Recopa também é exibida em ambos os canais. Direitos até 2022.                                       |
| Copa Sul-Americana                            | beIN Sports                 | Todos os jogos por meio dos canais extra (com narrações em inglês, espanhol e português) da beIN Sports. Os principais jogos da fase de grupos são exibidos na beIN Sports e beIN Sports Ñ (em espanhol). A partir das Quartas de Final, todos os jogos são exibidos na beIN Sports e beIN Sports Ñ (em espanhol). A Recopa também é exibida em ambos os canais. Direitos até 2022.                                       |
| Recopa Sul-Americana                          | beIN Sports                 | Todos os jogos por meio dos canais extra (com narrações em inglês, espanhol e português) da beIN Sports. Os principais jogos da fase de grupos são exibidos na beIN Sports e beIN Sports Ñ (em espanhol). A partir das Quartas de Final, todos os jogos são exibidos na beIN Sports e beIN Sports Ñ (em espanhol). A Recopa também é exibida em ambos os canais. Direitos até 2022.                                       |
| Copa Ouro da CONCACAF                         | FOX/FS1/FS2                 | A FOX exibe todos os jogos da seleção americana. Os restantes são transmitidos pelo FS1 e FS2. Direitos até 2023. |
| Copa Ouro da CONCACAF                         | Univision                   | Todos os jogos com transmissão em espanhol. Direitos até 2021. |
| Liga das Nações da CONCACAF                   | CBS Sports                  | Os principais jogos são transmitidos pela CBS Sports Network. Todos os jogos da seleção dos EUA também são exibidos pelo canal. Dependendo do horário da final, se os EUA estiverem na disputa do título a CBS exibe a partida. |
| Liga das Nações da CONCACAF                   | Univision                   | Todos os jogos com transmissão em espanhol. Direitos até 2022. |
| Liga dos Campeões da CONCACAF                 | FS1/FS2                     | Todos os jogos. Direitos de transmissão até 2022. |
| Liga dos Campeões da CONCACAF                 | Univision                   | Todos os jogos com transmissão em espanhol. Direitos de transmissão até 2022. |
| Liga da CONCACAF                              | FS1/FS2                     | Todos os jogos. Direitos de transmissão até 2022. |
| Liga da CONCACAF                              | Univision                   | Todos os jogos com transmissão em espanhol. Direitos de transmissão até 2022. |
| Copa da Ásia                                  | CBS Sports                  | Todos os jogos disponíveis no Paramount+. Direitos até 2024. |
| Liga dos Campeões da AFC                      | CBS Sports                  | Todos os jogos disponíveis no Paramount+. Direitos até 2024. |
| Copa da AFC                                   | CBS Sports                  | Todos os jogos disponíveis no Paramount+. Direitos até 2024. |
| Mundial de Clubes Feminino da AFC             | CBS Sports                  | Todos os jogos disponíveis no Paramount+. Direitos até 2024. |
| Campeonato Africano das Nações                | beIN Sports                 | Todos os jogos disponíveis nos canais extra da beIN Sports. Os princpais tem exibição na beIN Sports e beIN Sports Ñ (em espanhol). |
| Liga dos Campeões da CAF                      | beIN Sports                 | Todos os jogos disponíveis nos canais extra da beIN Sports. Os princpais tem exibição na beIN Sports e beIN Sports Ñ (em espanhol). |
| Taça das Confederações da CAF                 | beIN Sports                 | Todos os jogos disponíveis nos canais extra da beIN Sports. Os princpais tem exibição na beIN Sports e beIN Sports Ñ (em espanhol). |
| Supercopa da CAF                              | beIN Sports                 | Todos os jogos disponíveis nos canais extra da beIN Sports. Os princpais tem exibição na beIN Sports e beIN Sports Ñ (em espanhol). |
| Copa das Nações da OFC                        | MyCujoo                     | Todos os jogos. |
| Liga dos Campeões da OFC                      | MyCujoo                     | Todos os jogos. |

Outros
- Copa do Mundo de Futsal da FIFA: FS1/FS2 (em inglês), Telemundo/Universo (em espanhol)
- Copa do Mundo de Futebol de Areia: FS1/FS2 (em inglês), Telemundo/Universo (em espanhol)
- Copa do Mundo FIFA Sub-20: FS1/FS2 (em inglês), Telemundo/Universo (em espanhol)
- Copa do Mundo FIFA Sub-17: FS1/FS2 (em inglês), Telemundo/Universo (em espanhol)
- Copa do Mundo de Futebol Feminino Sub-20: FS1/FS2 (em inglês), Telemundo/Universo (em espanhol)
- Copa do Mundo de Futebol Feminino Sub-17: FS1/FS2 (em inglês), Telemundo/Universo (em espanhol)
- Campeonato Europeu de Futebol Sub-21: ESPN (em inglês), TUDN (em espanhol)
- Campeonato Europeu de Futebol Feminino: ESPN (em inglês), TUDN (em espanhol)
- Liga Jovem da UEFA: UEFA.tv
- Campeonato Feminino da CONCACAF: Paramount+
- Torneio Pré-Olímpico da CONCACAF: FS1/FS2 (em inglês), TUDN (em espanhol)
- Copa América Feminina: FS1/FS2 (em inglês), Univision (em espanhol)
- International Champions Cup: ESPN (em inglês), ESPN Deportes (em espanhol)
- Florida Cup: beIN Sports (em inglês), beIN Sports Ñ (em espanhol)

Amistosos
- Seleção dos EUA: A ESPN e a FOX Sports dividem os amistosos das seleções masculina e feminina de 2015 a 2022. Os jogos são transmitidos ou na ESPN, ou na ESPN2 ou na FS1. A transmissão em espanhol fica por conta da Univsion que repassa para seu canal esportivo TUDN.[82]
- Seleção do México: TUDN (em espanhol)
- Amistosos de Seleções Masculinas da UEFA: ESPN2

### Competições Nacionais
| Evento                                  | País(es)                | TV/Streaming                                     | Detalhes |
| --------------------------------------- | ----------------------- | ------------------------------------------------ | --- |
| Major League Soccer                     | Estados Unidos · Canadá | ABC, ESPN e ESPN2                                | Transmissão de ao menos 34 jogos por temporada, tanto na ESPN quanto na ESPN2. Jogos selecionados da MLS Cup (playoffs) também são exibidos. A final é transmitida na TV aberta pela ABC em anos ímpares. O All-Star Game é transmitido pela ESPN em anos pares. |
| Major League Soccer                     | Estados Unidos · Canadá | FOX, FS1                                         | Transmissão de ao menos 34 jogos por temporada, tanto na FS1 quanto na FOX. Jogos selecionados da MLS Cup (playoffs) também são exibidos. A final é transmitida na TV aberta pela FOX em anos pares. O All-Star Game é transmitido pela FS1 em anos ímpares. |
| Major League Soccer                     | Estados Unidos · Canadá | Univision, UniMás e TUDN                         | Transmissão de pelo menos 34 jogos por temporada, tanto na Univision, Unimás ou TUDN. 2 jogos da MLS Cup. Exibição da final e do All-Star Game. Todas as transmissões em espanhol. |
| U.S. Open Cup                           | Estados Unidos          | ESPN/ESPN+                                       | Todas as partidas são exibidas para assinantes do ESPN+. Os princpais jogos são divididos entre ESPN e ESPN2. Transmissão em inglês e espanhol no streaming. |
| USL Championship                        | Estados Unidos          | ESPN2/ESPN+                                      | Todas as partidas são exibidas no ESPN+. Jogos selecionados, incluindo a final, são transmiidos na ESPN2. |
| USL League One                          | Estados Unidos          | ESPN+                                            | |
| National Independent Soccer Association | Estados Unidos          | MyCujoo                                          | |
| National Independent Soccer Association | Estados Unidos          | beIN Sports                                      | Em espanhol no beIN Sports Ñ |
| USL League Two                          | Estados Unidos          | MyCujoo                                          | |
| National Premier Soccer League          | Estados Unidos          | Mycujoo                                          | |
| United Premier Soccer League            | Estados Unidos          | MyCujoo                                          | |
| National Women's Soccer League (NWSL)   | Estados Unidos          | CBS Sports/Paramount+                            | Todas as partidas são exibidas no Paramount+. Jogos selecionados são transmitidos pela CBS Sports Network. A final é transmitida na CBS. |
| National Women's Soccer League (NWSL)   | Estados Unidos          | Twitch                                           | 24 jogos exibidos gratuitamente na plataforma. |
| Women's Premier Soccer League           | Estados Unidos          | Mycujoo                                          | |
| United Women's Soccer                   | Estados Unidos          | Mycujoo                                          | |
| College Cup                             | Estados Unidos          | ESPNU                                            | |
| Major Arena Soccer League               | Estados Unidos          | YouTube, Facebook                                | |
| Canadian Premier League                 | Canadá                  | OneSoccer                                        | Todos os jogos. |
| Canadian Premier League                 | Canadá                  | FS1/FS2                                          | Apenas jogos selecionados. |
| Campeonato Canadense de Futebol         | Canadá                  | OneSoccer                                        | Todos os jogos. |
| Campeonato Canadense de Futebol         | Canadá                  | FS1/FS2                                          | Apenas jogos selecionados. |
| Liga MX                                 | México                  | FS1/FS2                                          | Apenas jogos selecionados. Transmissão em inglês. |
| Liga MX                                 | México                  | ESPN Deportes, Fox Deportes, Univision, Universo | Todos os jogos, divididos entre as emissoras. Transmissão em espanhol. |
| Copa México                             | México                  | FS1/FS2                                          | Apenas jogos selecionados. Transmissão em inglês. |
| Copa México                             | México                  | ESPN Deportes, Fox Deportes, TUDN                | Apenas jogos selecionados. Transmissão em espanhol. |
| Supercopa do México                     | México                  | Univision                                        | Transmissão em espanhol. |
| Leagues Cup                             | México · Estados Unidos | ESPN                                             | Todos os jogos, divididos entre ESPN e ESPN2. Transmissão em inglês. |
| Leagues Cup                             | México · Estados Unidos | Univision                                        | Todos os jogos, divididos entre Univision e TUDN. Transmissão em espanhol. |
| Campeones Cup                           | México · Estados Unidos | ESPN                                             | Todos os jogos, divididos entre ESPN e ESPN2. Transmissão em inglês. |
| Campeones Cup                           | México · Estados Unidos | Univision                                        | Todos os jogos, divididos entre Univision e TUDN. Transmissão em espanhol. |
| Premier League                          | Inglaterra              | NBC Sports/Peacock                               | As transmissões são feitas na NBC (em finais de semana) e na NBCSN (grande maioria dos jogos). Na última rodada, a NBC Sports prepara uma super cobertura, com jogos na NBC, NBCSN, CNBC, USA Network e Golf Channel. o Peacock exibe todas as partidas. Em espanhol a transmissão é feita pela Telemundo e pelo Universo. Os direitos vão até 2022.                                  |
| Ligas da EFL                            | Inglaterra              | ESPN+                                            | Apenas jogos selecionados. Transmissão em inglês e espanhol. |
| FA Cup                                  | Inglaterra              | ESPN+                                            | Todos os jogos. Transmissão em inglês e espanhol. Direitos até 2024. |
| Supercopa da Inglaterra                 | Inglaterra              | ESPN+                                            | Transmissão em inglês e espanhol. |
| EFL Cup                                 | Inglaterra              | ESPN+                                            | Apenas jogos selecionados. Transmissão em inglês e espanhol. |
| EFL Trophy                              | Inglaterra              | ESPN+                                            | Transmissão apenas da final. Disponível em inglês e espanhol. |
| FA Women's Super League                 | Inglaterra              | NBC Sports/Peacock, ATA Football                 | O Peacock exibe boa parte dos jogos assim como o ATA Football. Jogos selecionados são transmitidos na NBCSN. |
| FA Women's Cup                          | Inglaterra              | ESPN+                                            | Apenas jogos selecionados. Transmissão em inglês e espanhol. |
| Women's FA Community Shield             | Inglaterra              | ESPN+                                            | Transmissão em inglês e espanhol. |
| FA Youth Cup                            | Inglaterra              | ESPN+                                            | Apenas jogos selecionados. Transmissão em inglês e espanhol. |
| La Liga                                 | Espanha                 | ABC/ESPN/ESPN+                                   | A ABC transmite apenas jogos selecionados. A ESPN exibe os jogos no seu canal principal e na ESPN2. O ESPN+ transmite todas as partidas, tanto em inglês quanto em espanhol. Os direitos vão até 2029. |
| Segunda División                        | Espanha                 | ABC/ESPN/ESPN+                                   | O ESPN+ transmite todas as partidas, tanto em inglês quanto em espanhol. |
| Copa del Rey                            | Espanha                 | ABC/ESPN/ESPN+                                   | A ESPN+ exibe todas as partidas tanto em inglês quanto em espanhol. |
| Supercopa da Espanha                    | Espanha                 | ABC/ESPN/ESPN+                                   | A ESPN+ exibe todas as partidas tanto em inglês quanto em espanhol. |
| Bundesliga                              | Alemanha                | ESPN/ESPN2/ESPN+                                 | A ESPN2 transmite partidas selecionadas. Todos os outros confrontos são transmitidos no ESPN+, tanto em inglês quanto em espanhol. |
| 2. Bundesliga                           | Alemanha                | ESPN/ESPN2/ESPN+                                 | Todas as partidas são transmitidas no ESPN+, tanto em inglês quanto em espanhol. |
| Supercopa da Alemanha                   | Alemanha                | ESPN/ESPN2/ESPN+                                 | Todas as partidas são transmitidas no ESPN+, tanto em inglês quanto em espanhol. |
| Copa da Alemanha                        | Alemanha                | ESPN/ESPN2/ESPN+                                 | Todas as partidas são transmitidas no ESPN+, tanto em inglês quanto em espanhol. |
| Serie A                                 | Itália                  | CBS Sports/Paramount+                            | O Paramount+ transmite todas as partidas, tanto em inglês quanto em espanhol. Jogos selecionados são transmitidos na CBS Sports Network. |
| Serie B                                 | Itália                  | LIVENow                                          | Todos os jogos disponíveis com transmissão em inglês. |
| Coppa Italia                            | Itália                  | CBS Sports/Paramount+                            | Jogos selecionados com transmissão da Paramount+. |
| Supercopa da Itália                     | Itália                  | CBS Sports/Paramount+                            | Transmissão da Paramount+ em inglês e espanhol. |
| Ligue 1                                 | França                  | beIN Sports                                      | A beIN Sports transmite jogos selecionados da Ligue 1 e Ligue 2. Na fase mata-mata, os principais jogos da Copa também são transmitidos. A Supercopa é transmitida pela beIN Sports ou beIN Sports Xtra. Todos os jogos transmitidos pela beIN Sports tem narração em inglês, porém, se um jogo é transmitido na beIN Sports, ele também é transmitido na beIN Sports Ñ, em espanhol. |
| Ligue 2                                 | França                  | beIN Sports                                      | A beIN Sports transmite jogos selecionados da Ligue 1 e Ligue 2. Na fase mata-mata, os principais jogos da Copa também são transmitidos. A Supercopa é transmitida pela beIN Sports ou beIN Sports Xtra. Todos os jogos transmitidos pela beIN Sports tem narração em inglês, porém, se um jogo é transmitido na beIN Sports, ele também é transmitido na beIN Sports Ñ, em espanhol. |
| Copa da França de Futebol               | França                  | beIN Sports                                      | A beIN Sports transmite jogos selecionados da Ligue 1 e Ligue 2. Na fase mata-mata, os principais jogos da Copa também são transmitidos. A Supercopa é transmitida pela beIN Sports ou beIN Sports Xtra. Todos os jogos transmitidos pela beIN Sports tem narração em inglês, porém, se um jogo é transmitido na beIN Sports, ele também é transmitido na beIN Sports Ñ, em espanhol. |
| Supercopa da França                     | França                  | beIN Sports                                      | A beIN Sports transmite jogos selecionados da Ligue 1 e Ligue 2. Na fase mata-mata, os principais jogos da Copa também são transmitidos. A Supercopa é transmitida pela beIN Sports ou beIN Sports Xtra. Todos os jogos transmitidos pela beIN Sports tem narração em inglês, porém, se um jogo é transmitido na beIN Sports, ele também é transmitido na beIN Sports Ñ, em espanhol. |
| Primeira Divisão Feminina               | França                  | ESPN+, ATA Football                              | Apenas jogos selecionados. Transmissão em inglês. |
| Campeonato Brasileiro Série A           | Brasil                  | Globo Internacional                              | Jogos de Domingo a tarde e Quarta-feira a noite transmitidos para o maior número de praças no Brasil. |
| Campeonato Brasileiro Série A           | Brasil                  | Paramount+                                       | Todos os jogos, transmissão em inglês. |
| Campeonato Brasileiro Série A           | Brasil                  | PrendeTV                                         | Todos os jogos, transmissão em espanhol. |
| Campeonato Brasileiro Série A           | Brasil                  | PFC Internacional                                | Todos os jogos, transmissão em português. |
| Campeonato Brasileiro Série A           | Brasil                  | Fanatiz                                          | Todos os jogos, transmissão em português, inglês e espanhol. |
| Campeonato Brasileiro Série B           | Brasil                  | Globo Internacional                              | Transmissão ocasional, ocorre somente se o jogo de Domingo a tarde/Quarta a noite transmitido para o maior número de praças do Brasil for um jogo da Série B. |
| Campeonato Brasileiro Série B           | Brasil                  | SporTV Internacional                             | Jogos do "SporTV 1", 2 ou 3 do Brasil. Transmissão em português. |
| Campeonato Brasileiro Série B           | Brasil                  | PFC Internacional                                | Jogos do "Premiere Clubes". Transmissão em português. |
| Copa do Brasil                          | Brasil                  | Globo Internacional                              | Jogos transmitidos para o maior número de praças no Brasil na noite de Quarta-feira. |
| Copa do Brasil                          | Brasil                  | SporTV Internacional                             | Jogos do "SporTV 1", 2 ou 3 do Brasil. Transmissão em português. |
| Copa do Brasil                          | Brasil                  | FS1/FS2                                          | Apenas jogos selecionados. Transmissão em inglês |
| Copa do Brasil                          | Brasil                  | PFC Internacional                                | Jogos do "Premiere Clubes". Transmissão em português. |

Outras competições
- Liga de Expansión do México: TUDN (em espanhol)
- Liga Mexicana Feminina: TUDN (em espanhol)
- Campeonato Argentino de Futebol: Paramount+ (em inglês), TyC Sports Internacional (em espanhol)
- Taça de Portugal: ESPN+ (somente a final, transmissão em inglês), RTP Internacional (em português)
- Eredivisie: ESPN+
- Jupiler Pro League: ESPN+
- Liga da Escócia: Paramount+

## Natação
O grupo NBC Sports possui os direitos de transmissão do Campeonato Mundial de Esportes Aquáticos, Campeonato Pan-Pacífico de Natação e Campeonato Nacional de Natação nos EUA.
A NBC e a NBCSN transmitem os eventos.

## Tênis
Australian Open
- A ESPN e o Tennis Channel transmitem o torneio. As partidas são exibidas em todos os sinais extra da TC e na ESPN, ESPN2, ESPN3 e ESPN+.

Roland Garros
- A NBC Sports e o Tennis Channel possuem contratos de transmissão até 2024. Os eventos são exibidos no Tennis Channel e seus sinais extra, NBC, NBCSN e Peacock.
  - O Tennis Channel transmite as partidas da manhã e tarde (horário americano) em dias de semana. Os canais do grupo NBC transmitem as partidas dos finais de semana e jogos no Memorial Day. O Tennis Channel não pode exibir nenhum jogo que a emissora de TV aberta e seu grupo exibirem, nem em replay. Ambas as finais são exclusivas da NBC.

Wimbledon
- A ESPN é detentora dos direitos de transmissão até 2035. O Tennis Channel tem direito a mostrar os melhores momentos do dia até 2036.[84] A cobertura segue o esquema a seguir:
  - Eliminatórias: ESPN+
  - Dias 1-6: ESPN, ESPN3 e ESPN+
  - Dias 7-9: ESPN, ESPN2, ESPN3 e ESPN+
  - Dias 10-13: (Incluindo as Finais do Simples Masculino e Feminino) ESPN, ESPN3 e ESPN+
  - Reprises das finais são exibidas na ABC no final de semana
  - Replays dos melhores momentos são transmitidos ao final do dia no Tennis Channel. A partir de 2022, a ABC transmitirá partidas nos finais de semana.

U.S. Open
- A ESPN é a detentora dos direitos de transmissão até 2025. O Tennis Channel também faz uma cobertura do torneio. As transmissões são as seguintes:
  - Arthur Ashe Kids' Day: ABC
  - Dias 1-5: ESPN, ESPN2, ESPN3 e ESPN+
  - Dias 6-8: ESPN2, ESPN3 e ESPN+
  - Dias 9 e 10: ESPN, ESPN2 e ESPN+
  - Dia 11 (Semifinais Simples Feminina): ESPN
  - Dia 12 (Final das Duplas Mistas/Semifinais Simples Masculina): ESPN2/ESPN
  - Dia 13 (Final das Duplas Masculinas/Final Simples Feminina): ESPN+/ESPN
  - Dia 14 (Final das Duplas Femininas/Final Simples Masculina): ESPN+/ESPN
  - O Tennis Channel exibe programas especiais durante o US Open, incluindo um show com os melhores momentos do dia no início da madrugada, um programa anterior e posterior aos primeiros e últimos jogos do dia.[85]

ATP Finals
- ESPN
- Tennis Channel

Torneios ATP Masters 1000
- Tennis Channel

Torneios ATP 500
- Tennis Channel

Torneios ATP 250
- Tennis Channel

WTA Finals
- Tennis Channel

Torneios WTA Premier
- ESPN2/ESPN+ (Indian Wells, Miami, Cincinnati e San Jose)
- Tennis Channel (todos, exceto San Jose)

Torneios WTA International
- Tennis Channel

Copa Davis
- FS1/FS2

Copa Billie Jean King
- Tennis Channel

US Open Series
- ESPN2/ESPN3

Laver Cup
- ESPN3
- Tennis Channel

World TeamTennis
- ESPN2 (somente a final)

## Atletismo
O grupo NBC Sports detém os direitos das seguintes competições
- Campeonato Mundial de Atletismo
- Campeonato Mundial de Atletismo em Pista Coberta
- Campeonato Mundial de Cross Country
- Campeonato Mundial Sub-20 de Atletismo
- Liga de Diamante
- World Athletics Relays
- Campeonato Americano de Track and Field
- Campeonato Americano de Track and Field em Pista Coberta
- Pré-Olímpico de Atletismo dos EUA

Todos os eventos são transmitidos pela NBCSN e pelo Peacock (serviço de streaming). Ocasionalmente a NBC exibe as principais modalidades dos principais eventos. O Pré-Olímpico é transmitido na íntegra pela NBC.

## Eventos de Esportes Diversos
- X Games: ESPN e YouTube
- Dew Tour: NBCSN
- Campeonato Mundial de Halterofilismo: ESPN3
- Maratona de Nova York: ESPN
- Maratona de Londres: FloSports
- Maratona de Paris: FloSports
- WSOP: ESPN2
- Copa do Mundo de Tênis de Mesa: ESPN3
- PDC World Darts Championship: BBC America
- Liga das Nações de Voleibol Masculino: CBS Sports Network
- Jogos Equestres Mundiais: NBCSN
- World Wrestling Championships: NBCSN
- Esportes Olímpicos: Olympic Channel